# Medulinski zaljev
Medulinski zaljev – zatoka w Chorwacji, na południu półwyspu Istria.
Jest położona pomiędzy przylądkami Kamenjak i Marlera, przy wejściu do zatoki Kvarner. Jej wymiary to 8 × 6 km. Znajdują się na niej wyspy Finera, Šekovac (Mišnjak), Trumbuja, Ceja, Bodulaš, Levan, Levanić, Premanturski školjić i Pomerski školjić. Jej wody stanowią najbogatsze łowisko krabów w kraju.
Miejscowości nadbrzeżne to: Medulin, Premantura i Pomer.